# Confederación Interaliada de Suboficiales de Reserva
La Confederación Interaliada de Suboficiales de Reserva (CISOR), hasta el año 2013 Asociación Europea de Suboficiales de Reserva (AESOR), es la organización que agrupa a las asociaciones nacionales de los suboficiales reservistas de la OTAN y de otros países aliados. CISOR cuenta en la actualidad con 14 países miembros. Suiza ocupa actualmente la presidencia. Esta asociación, apolítica y sin ánimo de lucro, fue fundada el 1 de junio de 1963.

## Historia
Antes de la Segunda Guerra Mundial, existían muchos contactos entre asociaciones de oficiales reservistas de Bélgica, Francia y los Países Bajos. Después del final de la guerra, los contactos se reanudaron y condujeron a un primer Congreso y a la creación formal de la "Confederación Internacional de Oficiales de Reserva" (CIOR) el 20 de noviembre de 1948 en Bruselas. Gradualmente, los siguientes países se fueron uniendo: Luxemburgo (1952), Dinamarca (1956), Grecia (1956), los EE. UU. (1958), Italia (1960), Alemania (1961), Reino Unido (1963), Canadá (1964), Noruega (1966) y España (1992).
CISOR fue fundada por iniciativa de la Federación Nacional de Asociaciones de Suboficiales de Reserva (FNASOR) bajo el nombre de Asociación Europea de Suboficiales de Reserva el 1 de junio de 1963 en la base naval de Tolón (Francia). La ratificación del Acta fundacional fue hecha por representantes de suboficiales de Bélgica, Luxemburgo, Alemania, Suiza y Francia.
El Vicepresidente alemán de AESOR en la década de los '90 fue el sargento reservista Klaus Günnewig. En el marco de una solemne ceremonia Michael Warfolomeow presidente del mandato alemán, tras dos años presidiendo la AESOR, entregó la presidencia a su sucesor, el suizo Alfons Cadario el 24 de marzo de 2004 en Sigmaringen.
Warfolomeow permaneció como vicepresidente y jefe de la delegación alemana hasta 2005 que tomó el relevo el sargento reservista Frank Ochel, en Geslau. 1 de diciembre de 2013 Frank Ochel entregó el cargo de vicepresidente alemán de la CISOR a Oliver Bindi, en Wiesbaden.
Reservistas alemanes ganaron la competición militar de CIOR en 2011 en Varsovia. A finales de julio de 2013 defendieron su título en Brno, República Checa.
En las competiciones militares internacionales de la AESOR organizadas por España del 6 al 10 de julio de 2011 en Toledo, los suboficiales reservistas alemanes quedaron segundos en la clasificación. En junio de 2013, la competición de CISOR se realizó en Draguignan (Francia). Del 1 al 7 de abril de 2013, tuvo lugar una semana de entrenamiento y calificaciones en Hammelburg.
La asociación cambió su nombre el 22 de febrero de 2013, por voto unánime de los países miembros. El nuevo nombre es Confederación Interaliada de Suboficiales de Reserva (CISOR).
Del 12 al 14 de abril de 2013, en la Academia de las Fuerzas Armadas alemanas en Strausberg bajo la dirección del vicepresidente Frank Ochel tuvo lugar un seminario para una nueva organización y selección de los equipos directivos. Nuestro Vicepresidente nos dijo: "Nos estamos moviendo hacia la OTAN. Aquello que hacemos determinará nuestro futuro."
De 18 a 19 de octubre de 2013 la delegación de Alemania participó en el Comité Central de Toulouse. El evento tuvo lugar en Toulouse en el Palacio Niel. El seminario de otoño de la delegación alemana tuvo lugar del 29 noviembre al 1 de diciembre de 2013 en las instalaciones de la Fundación Theodor Heuss de Gummersbach. Se puso un énfasis especial en el congreso de la CIOR del 4 al 8 de agosto de 2014 en Fulda.
El 22 de febrero de 2014 en Nantes, en una decisión unánime del Comité Central, los Países Bajos fueron admitidos como miembro de pleno derecho de la CISOR.

## Estructura
El CISOR es políticamente independiente. La organización representa los intereses de las asociaciones de suboficiales de reserva desde 1963. Congresos se celebran en años pares. Las delegaciones nacionales están representados por uno de los vicepresidentes CISOR, que es también el jefe de la delegación, y hasta cinco miembros de los comités. El presidente de la CISOR es actualmente Germain Beucler (Suiza).
Hoy en día la asociación incluye suboficiales sujetos a los siguientes países: Austria, Bélgica, Finlandia, España, Italia, Eslovenia, Suiza, Dinamarca, Polonia, Francia, Países Bajos y la República Federal de Alemania y la Canadá como un aliado. Naciones proporcionan, a su vez, la presidencia durante dos años. El CISOR trabaja con escritorios y comisiones. Un congreso se organiza en los años pares y una competición deportiva varios días los años impares.
| Nr. | Nombre                                 | Nacionalidad | Desde | Hasta |
| --- | -------------------------------------- | ------------ | ----- | ----- |
| 1   | Sergeant Abbé Henri Pistre (1900–1981) | Francia      | 1963  | 1965  |
| 2   | Adjudant Henri Leclercq                | Bélgica      | 1966  | 1968  |
| 3   | Oberbootsmann d.R. Siegfried Hermann   | Alemania     | 1968  | 1969  |
| 4   | Adj Uof Émile Fillettaz                | Suiza        | 1970  | 1971  |
| 5   | Général Marcel Buffin                  | Francia      | 1972  | 1973  |
| 6   | Vizeleutnant Johann Hechenberger       | Austria      | 1974  | 1975  |
| 7   | Adjudant Pierre van Hove               | Bélgica      | 1976  | 1977  |
| 8   | Oberfeldwebel Werner Frank             | Alemania     | 1978  | 1979  |
| 9   | Adj Uof Viktor Bulgheroni              | Suiza        | 1980  | 1981  |
| 10  | Vizeleutnant Hermann Loidold           | Austria      | 1982  | 1982  |
| 11  | Vizeleutnant Herbert Simmer            | Austria      | 1983  | 1983  |
| 12  | Sergeant-chef Charles de Giafferi      | Francia      | 1984  | 1985  |
| 13  | Adjudant Edward Majois                 | Bélgica      | 1986  | 1987  |
| 14  | Hauptfeldwebel Klaus Günnewig          | Alemania     | 1988  | 1989  |
| 15  | Adj Uof Robert Nussbaumer              | Suiza        | 1990  | 1991  |
| 16  | Maresc Gerardo Di Lorenzo              | Italia       | 1992  | 1993  |
| 17  | Vizeleutnant Josef Grünstäudl          | Austria      | 1994  | 1995  |
| 18  | Adjudant Dimitri Pezirianoglou         | Francia      | 1996  | 1997  |
| 19  | Adjudant Nico C. Frerichs              | Países Bajos | 1998  | 1999  |
| 20  | Adjudant André Vallée                  | Bélgica      | 2000  | 2001  |
| 21  | Hauptbootsmann Michael Warfolomeow     | Alemania     | 2002  | 2003  |
| 22  | Adj Uof Alfons Cadario (1940–2016)     | Suiza        | 2004  | 2005  |
| 23  | Vizeleutnant Franz Hitzl               | Austria      | 2006  | 2007  |
| 24  | Arturo Malagutti                       | Italia       | 2008  | 2010  |
| 25  | Sgt. Luis Messeguer                    | España       | 2010  | 2011  |
| 26  | Sgt. Miguel Núñez                      | España       | 2012  | 2012  |
| 27  | Maître Principal Philippe Cogan        | Francia      | 2012  | 2014  |
| 28  | Tomaž Lavtižar                         | Eslovenia    | 2014  | 2016  |
| 29  | Ilpo Pohjola                           | Finlandia    | 2016  | 2018  |
| 30  | Michel d'Alessandro                    | Bélgica      | 2018  | 2020  |
| 31  | Germain Beucler                        | Suiza        | 2020  | 2022  |

## Tareas
Desde sus inicios CISOR ha contribuido a fortalecer la alianza para el desarrollo de políticas de seguridad en los países miembros. CISOR promueve y organiza la autoeducación y formación, seminarios y reuniones internacionales para suboficiales reservistas.
CISOR aplicará todos los medios a su alcance para difundir una imagen positiva de la los Suboficiales Reservistas.
Estatutos actuales establecen que, con la colaboración de las autoridades civiles y militares nacionales e internacionales, la CISOR contribuye a la creación de un sistema internacional de protección para garantizar la libertad en el mundo. Sus objetivos son:
a) participar en la creación de un estatuto común para todos los reservistas.
b) el fortalecimiento de las capacidades militares de todos los miembros, tanto teórica como práctica, para mejorar y desarrollar un espíritu de defensa y seguridad constante.
En colaboración con sus socios, compañeros y amigos de los países europeos, CISOR organiza cada dos años una competición militar (heptatlón militar) para suboficiales. El nivel deportivo es particularmente elevado y está muy bien considerado en las fuerzas armadas. Atletas suboficiales reservistas de todos los países miembros, integrados en equipos nacionales e internacionales luchan por la victoria con feroz competencia es (pentatlón militar).
| Nr. | Nombre          | Nacionalidad | Desde | Hasta |
| --- | --------------- | ------------ | ----- | ----- |
| 1   | Alain Defraene  | Bélgica      | 2012  | 1916  |
| 2   | Osmo Suominen   | Finlandia    | 2016  | 2020  |
| 3   | Matthias Blazek | Alemania     | 2020  | 2024  |